# جون أغسطس بارون
جون أغسطس بارون هو سياسي كندي، ولد في 11 يوليو 1850 في تورونتو في كندا، وتوفي في 8 يناير 1936. حزبياً، نشط في الحزب الليبرالي الكندي. وقد انتخب عضو مجلس العموم الكندي.